# Anaea drucei
Anaea drucei is een vlinder uit de familie van de Nymphalidae. De wetenschappelijke naam van de soort is voor het eerst geldig gepubliceerd in 1887 door Otto Staudinger.